# Serra del Toro
La serra del Toro és una serralada als estreps orientals del Sistema Ibèric. Aquesta serra és al límit entre la comarca de l'Alt Palància (País Valencià) i la província de Terol (Aragó). És un sistema muntanyenc disposat dins del Sistema Ibèric, formant un conjunt muntanyos amb la serra de Javalambre, amb orientació nord-oest-sud-est.
Aquesta serra del Toro està envoltada per les poblacions del Manzanera, Abejuela, Toràs, Begís i El Toro (que li dona nom a la serra).
L'altitud que presenta la serra és notable, destacant el turó Salada amb 1.581 metres, Puntal del Agrillar amb 1.616 metres, Puntal de Magaña amb 1.614 metres, Alt del Tomatero amb 1.607 metres o Puntal de Peiró amb 1.605 metres que són les màximes altituds de la serra i es conten entre les més destacades del País Valencià.
La serra del Toro està constituïda principalment per materials calcaris amb un clar predomini del període Juràssic presentant abundants restes fòssils marins.
A causa de la seva situació es constituïx com una important barrera divisòria d'aigües contribuint els rierols nascuts en el seu sector oriental a alimentar el riu Palància (el naixement de la qual és dintre de la mateixa serra, dins del terme municipal de El Toro) mentre que els del vessant occidental alimenten al Millars pel nord i al Túria pel sud.

## Natura
A causa del magnífic estat de conservació de la serra el govern valencià ha declarat com paratges naturals municipals l'entorn del Pozo Junco, i l'entorn del naixement del riu Palància, cursos baixos del riu Agualobos, Barranc del Sahuquillo i rambla Seca en el terme de El Toro així com Peñaescabia a Begís.
A causa de la duresa climàtica, deguda tant a l'altitud com a la llunyania respecte al mar la zona es presenta una baixa densitat de població el que ha permès que encara segueixi existint una gran varietat tant de flora com de fauna. Destacant entre la flora l'alzina i Juniperus en combinació amb el roser silvestre. Conforme augmenta l'altitud deixen pas a la pineda de pi rodeno i pi roig. Finalment, en les zones més altes la vegetació es reduïx a una coberta encoixinada adaptada perfectament als forts vents existents destacant per tant la sabina rastrera o el coixí de monja.
Quant a la fauna està representada mitjançant diverses espècies cinegètiques com el conill, la llebre, la perdiu o el senglar. Altres espècies com el corb o la gralla han après a conviure amb l'home i són freqüents al costat de les diverses masies existents. Finalment, altres espècies de gran interès són el gat silvestre o l'àguila perdiuera.